# صليب القديس جرجس

صليب القديس جورج، يظهر هنا على علم إنجلترا.

صليب القديس جرجس أو صليب القديس جورج هو صليب أحمر على خلفية بيضاء يستخدم كمرجع رمزي للقديس جرجس حسب التقاليد المسيحية. وقد ارتبط الصليب الأحمر مع الخلفية البيضاء بالقديس جرجس منذ القرون الوسطى.
اعتمد صليب القديس جرجس في شعار النبالة وأعلام العديد من الدول والمدن التي لديها القديس جرجس بمثابة قديس شفيع، ولا سيما في جورجيا، انكلترا، وأراغون، وجنوة وبرشلونة.
تم اعتماد صليب القديس جرجس أيضًا لأسباب مختلفة، على علم وشقة وسرقسطة وتيرويل وهي (محافظات تقع عند حدود أراغون)، فضلًا عن اعتماد العلم كعلم البلدية الرئيسي لعدد من المدن، منها مونتريال، ألميريا، ميلان، جنوة، وبادوفا، وزادار فرايبورغ ببرايسغاو. بل هو أيضًا اساس علم أربعة المور في سردينيا.
تاريخيًا، استعمل الصليب على عدد من الشعارات والدروع التقديرية، مثل جامعة شفابن في ألمانيا آواخر القرون الوسطى.

## علم أنجلترا

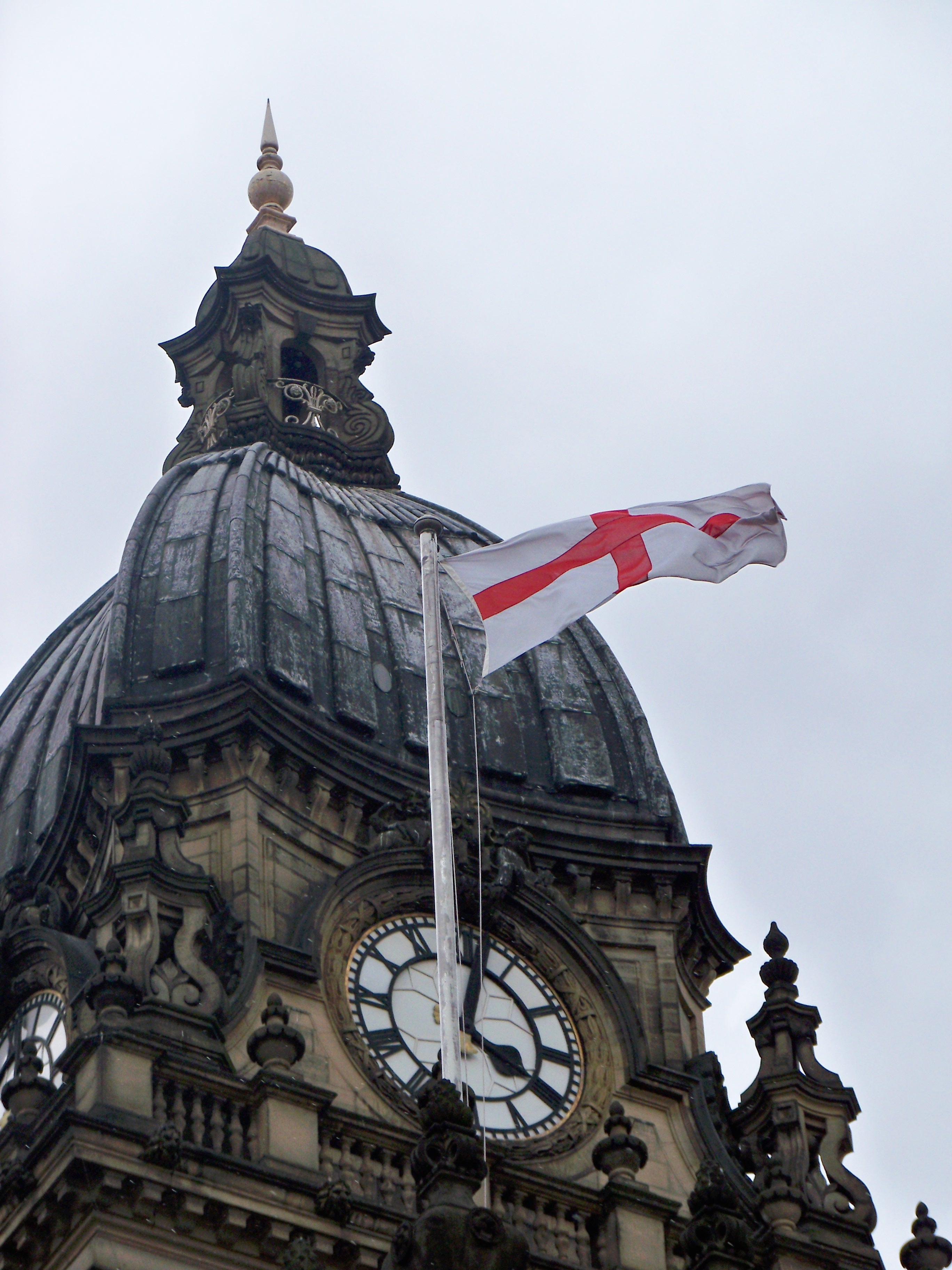
علم إنجلترا يرفرف في بناية بلدية ليد

أثناء الحملة الصليبية الأولى، قرر البابا أنه ينبغي تمييز الفرسان من مختلف الجنسيات بألوان مختلفة لشعار الصليب: تميز الإنجليز الصليبيين من خلال ارتداء صليب أبيض على خلفية حمراء، والفرنسيين الصليبيين صليب أحمر على خلفية بيضاء، بالمقابل الفرسان الإيطاليين صليب أصفر على خلفية بيضاء. ولعدة أسباب بدأ الصليبيين الإنجليز بارتداء الصليب الأحمر على خلفية بيضاء. في سنة 1188 الملك الفرنسي فيليب الثاني وافق على مطالبة الإنجليزي للصليب الأحمر على خلفية بيضاء، وتبادل رسميًا كل من الإنكليز والفرنسيين شعارهم. كما باللغتين الإنكليزية والفرنسية.
حوالي 1277 بدأ استخدام العلم على نطاق واسع، وأصبح علم القديس جورج رسميًا العلم الوطني لإنجلترا. بقي درع الأسود الثلاثة علم الملك. بعد الاتحاد الأسري بين إنجلترا واسكتلندا في 1603 (ما يسمى ب «الاتحاد من التيجان»)، تم إنشاء علم بريطانيا في سنة 1606، في البداية كان للعرض البحري، واقتصر في وقت لاحق لسفن الملك، من خلال الجمع بين صليب القديس جورج مع صليب القديس أندراوس (علم اسكتلندا). بقي علم سانت جورج علم إنجلترا لأغراض أخرى حتى قانون الاتحاد 1707.
ومع ذلك واصل الصليب سانت جورج استخدامه في الطيران الإنجليزي. ولا يزال يستخدم لتمثيل إنجلترا وأولئك الذين يرغبون في إظهار الفخر في إنجلترا على وجه التحديد. علم سانت جورج هو أيًضا علم رتبة أميرال في البحرية الملكية، ويحظر على السفن المدنية نقلها جوًا. ومع ذلك، ويسمح للسفن التي شاركت في عملية الإنقاذ في دونكيرك خلال الحرب العالمية الثانية.
الكنائس التابعة لكنيسة انكلترا تستخدم علم صليب سان جورج.
في أواخر القرن العشرين عاد علم سان جورج للظهور بقوة وزادت شعبيته يرجع ذلك جزئيًا إلى كرة القدم مستوحاة من النزعة القومية، وأيضًا استجابة لحركات الخصوصية في اسكتلندا وويلز.
خلال كأس العالم لكرة القدم 2010 قال رئيس مجلس الوزراء ديفيد كاميرون، البرلمان أن العلم سوف يطير فوق مقر اقامته الرسمي.

## علم جورجيا

علم جورجيا

علم القديس جرجس وهو شفيع جورجيا، كان يستخدم في القرن 5 عبر الملك الجورجي فاختانغ جورجازالي باعتباره رمزًا للدولة وأمته. في القرن الثالث عشر استخدمت الملكة تمار من جورجيا علم سانت جورج أثناء حملتها ضد الأتراك السلاجقة. وأضيف في وقت لاحق صلبان القدس الاربعة من قبل الملك جورج الخامس الذي طرد المغول من جورجيا عام 1334. سقط العلم مع ضم جورجيا إلى الأراضي الروسية، وإلغاء النظام الملكي الجورجي. لكن تم احياء العلم من قبل التيار الوطني الجورجي في سنة 1990. وأيدت غالبية الجورجيين، بما في ذلك بطريرك الكنيسة الجورجية الرسولية الأرثوذكسية ايليا الثاني كاثوليكوس، استعادة علم جورجيا الذي يعود إلى العصور الوسطى. وأخيرًا اعتمد العلم من قبل البرلمان الجورجي في 14 كانون الثاني 2004. وقد أقرت رسميًا بموجب مرسوم رئاسي وقعه ميخائيل ساكاشفيلي في 25 يناير، بعد انتخابه رئيسا لجورجيا.

## صليب القديس جرجس في الدول الأوروبية
القديس جرجس هو أيضا شفيع جورجيا واليونان، ومناطق ومدن أوروبية مختلفة. واستخدم علم صليب القديس جرجس في أعلام دول أوروبية أخرى. منذ في القرن الثالث عشر كان الرمز التقليدي في مملكة أراغون، حيث ظهر في أعلام عدد من المحافظات مثل وشقة وسرقسطة ومقاطعة طرويل وشعار النبالة في أراغون. وعلى علم مدينة برشلونة. في ألمانيا الحديثة وهو رمز مدينة فرايبورغ وكان يستخدم على شعار النبالة لمطرانية ترير.
ويستخدم على نطاق واسع عبر الصليب في شمال إيطاليا. وهي رمز مدينة بولونيا، جنوة، وميلان حيث غالبًا ما يسمى عليه اسم «صليب القديس أمبروز». وهو أيضًا الرمز الرسمي لليجا نورد، وهو حزب سياسي إيطالي. لا ينبغي الخلط بين صليب القديس جورج وبين شعار مماثل للصليب الأحمر. مثل العلم السويسري، رمز الصليب الأحمر وهو صليب يوناني. صليب القديس جورج يمس كل أربع مجالات الحواف. رفع الملك الهنغاري الملك اسطيفان جيشه تحت راية القديس جورج.

## صور

علم جنوة
علم المملكة المتحدة
علم الستر
علم سابق لايرلندا الشمالية
علم برشلونة
شعار نادي برشلونة
علم مملكة أستورياس
شعار أراغون
شعار مدينة مونتريال، كيبك، كندا
علم ويلز الجنوبية
شعار مقاطعة ألبرتا الكندية
علم مقاطعة أونتاريو الكندية
علم مدينة لندن
درع مدينة فرايبورغ